# Liste der Biografien/Sid
Liste der Biografien |
Portal Biografien |
Personensuche
# |
A |
B |
C |
D |
E |
F |
G |
H |
I |
J |
K |
L |
M |
N |
O |
P |
Q |
R |
S |
T |
U |
V |
W |
X |
Y |
Z |
?
 
Sa |
Sb |
Sc |
Sd |
Se |
Sf |
Sg |
Sh |
Si |
Sj |
Sk |
Sl |
Sm |
Sn |
So |
Sp |
Sq |
Sr |
Ss |
St |
Su |
Sv |
Sw |
Sy |
Sz
 
Sia |
Sib |
Sic |
Sid |
Sie |
Sif |
Sig |
Sih |
Sii |
Sij |
Sik |
Sil |
Sim |
Sin |
Sio |
Sip |
Siq |
Sir |
Sis |
Sit |
Siu |
Siv |
Siw |
Six |
Siy |
Siz
Die Liste der Biografien führt alle Personen auf, die in der deutschsprachigen Wikipedia einen Artikel haben. Dieses ist eine Teilliste mit 253 Einträgen von Personen, deren Namen mit den Buchstaben „Sid“ beginnt.

## Sid
- Sid Vicious (1960–2024), US-amerikanischer WrestlerSid Vicious (1960–2024)

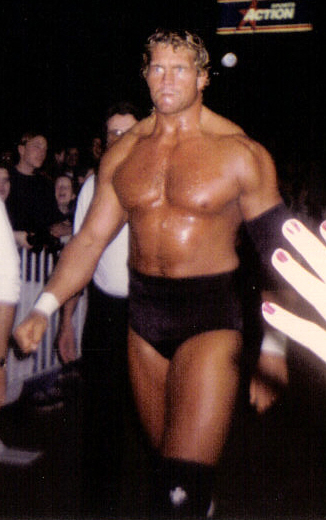
Sid Vicious (1960–2024)

- Sid, Maria (* 1968), finnlandschwedische Schauspielerin und Regisseurin

### Sida
- Sidabras, Jonas (* 1968), litauischer Schachschiedsrichter und -funktionär
- Sidak, Stefan, deutscher Dialogbuchautor, Übersetzer und Tonmeister
- Sidakow, Saurbek Kasbekowitsch (* 1996), russischer Ringer
- Sidakowa, Salina (* 1992), belarussische Ringerin
- Sidan, Mohamed, libyscher Verkehrsminister
- Sidaoui, Riadh (* 1967), tunesisch-schweizerischer Schriftsteller und Politikwissenschaftler
- Sidar, Lukas (* 1997), österreichischer Fußballspieler
- Sidarenka, Dsjanis (1976–2024), belarussischer Diplomat
- Sidaris, Andy (1931–2007), US-amerikanischer Regisseur, Filmproduzent, Drehbuchautor und Schauspieler
- Sidaris, Arlene (* 1941), US-amerikanische Filmproduzentin, Drehbuchautorin und Schauspielerin
- Sidarouss, Stephanos I. (1904–1987), ägyptischer Geistlicher, Patriarch von Alexandria und Kardinal
- Sidarow, Kamen (1902–1987), bulgarischer Schriftsteller
- Sidarta (* 2001), griechischer Rapper, Sänger und Songwriter

### Sidd
- Siddal, Elizabeth (1829–1862), britische Malerin und Dichterin
- Siddall, Laura (* 1980), englische Triathletin
- Siddall, Lauren (* 1984), englische Squashspielerin
- Siddall, Matt (* 1984), kanadischer Eishockeyspieler
- Siddaramaiah (* 1948), indischer Politiker
- Siddeley, John, 1. Baron Kenilworth (1866–1953), britischer Industrieller
- Siddhi Savetsila (1919–2015), thailändischer Politiker und Offizier, Außenminister von Thailand (1980–1990)
- Siddi, Antonio (1923–1983), italienischer Leichtathlet
- Siddick, Abba (1924–2017), tschadischer Politiker und Revolutionär
- Siddig, Alexander (* 1965), sudanesisch-britischer SchauspielerAlexander Siddig (* 1965)

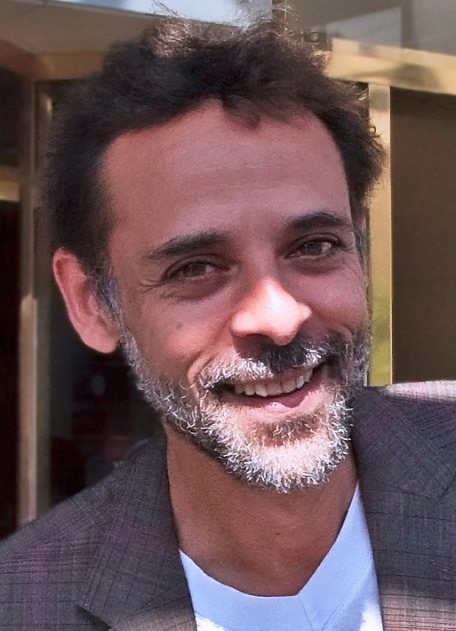
Alexander Siddig (* 1965)

- Siddik, Rasul (1949–2023), US-amerikanischer Trompeter des Avantgarde Jazz
- Siddiqi, Shaukat (1923–2006), pakistanischer Schriftsteller
- Siddiqiy Ajziy (1864–1927), Vertreter des zentralasiatischen Dschadidismus
- Siddique, Diya (* 2004), bangladeschische Bogenschützin
- Siddique, Sikandar (* 1986), dänischer Politiker
- Siddiqui, Aafia (* 1972), pakistanische Neurowissenschaftlerin
- Siddiqui, Abdul Hameed (1923–1978), pakistanischer islamischer Gelehrter und Koranexeget und Hochschullehrer
- Siddiqui, Danish (1983–2021), indischer Fotojournalist
- Siddiqui, Kalim (1931–1996), muslimischer Aktivist eines politischen Islams
- Siddiqui, Muzammil H. (* 1943), Vorsitzender des Fiqh Council of North America
- Siddiqui, Taha, pakistanischer Journalist
- Siddiquie, Shabbir (* 1951), deutscher Filmproduzent und Regisseur von Dokumentarfilmen
- Siddon, Thomas (* 1941), kanadischer Politiker, Unterhausmitglied, Bundesminister
- Siddons, Alastair (* 1978), britischer Filmregisseur, Drehbuchautor und Filmproduzent
- Siddons, Anne Rivers (1936–2019), US-amerikanische Schriftstellerin
- Siddons, Sarah (1755–1831), britische Schauspielerin

### Side
- Sidebotham, Herbert (1872–1940), britischer Journalist
- Sidebottom, Geoff (1936–2008), englischer Fußballtorhüter
- Sidek, Abdullah Kamar (1936–2005), malaysischer Badmintonspieler
- Sidek, Jalani (* 1963), malaysischer Badmintonspieler
- Sidek, Misbun (* 1960), malaysischer Badmintonspieler
- Sidek, Rahman (* 1965), malaysischer Badmintonspieler
- Sidek, Rashid (* 1968), malaysischer Badmintonspieler
- Sidek, Razif (* 1962), malaysischer Badmintonspieler
- Sidek, Zamaliah (* 1975), malaysische Badmintonspielerin
- Sidelnikow, Alexander Nikolajewitsch (1950–2003), russischer Eishockeytorwart
- Sidelnikow, Andrei (* 1980), kasachischer Fußballtorhüter
- Sidelnikow, Nikolai Nikolajewitsch (1930–1992), russischer Komponist
- Sidelsky, Lazar (1911–2002), südafrikanischer Rechtsanwalt
- Sideman von Crediton († 977), Bischof von Crediton
- Sidenko, Konstantin Semjonowitsch (* 1953), russischer Admiral
- Sider, David (* 1940), US-amerikanischer Gräzist und Philosophiehistoriker
- Sider, Ronald James (1939–2022), kanadischer Historiker, Theologe, Sozialaktivist
- Sider, Ted, US-amerikanischer Philosoph und Hochschullehrer
- Sideras, Agis (* 1974), deutsch-griechischer Schriftsteller und Übersetzer
- Sideras, Alexander (1935–2019), griechisch-deutscher Altphilologe, Byzantinist und Neogräzist
- Sideras, Loukas (* 1944), griechischer Schlagzeuger
- Sideras, Stavros (* 1948), zyprischer Musiker, Komponist und Regisseur
- Sideri, Cornelia (1938–2017), rumänische Kanutin
- Sideris, Michael (* 1964), deutscher Schauspieler
- Siderits, Helmut (1939–2023), österreichischer Schauspieler, Theaterregisseur und -leiter
- Sideropoulos, Susan (* 1980), deutsche Schauspielerin und ModeratorinSusan Sideropoulos (* 1980)

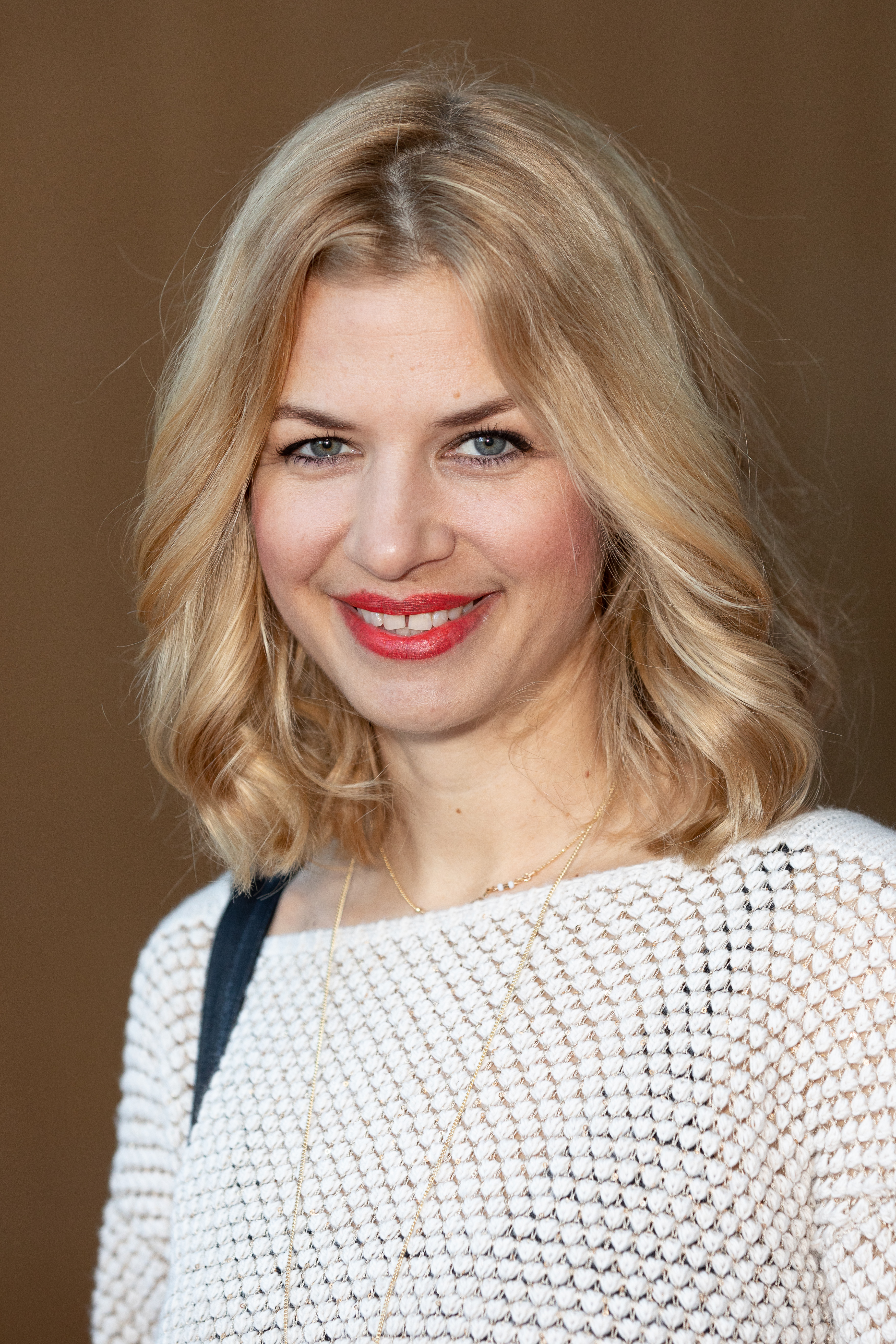
Susan Sideropoulos (* 1980)

- Siderow, Wolen (* 1956), bulgarischer Politiker der Ataka
- Sides, Doug (1942–2024), US-amerikanischer Jazz-Schlagzeuger
- Sides, Hampton (* 1962), US-amerikanischer Historiker, Autor und Journalist
- Sidey-Gibbons, Jennifer (* 1988), kanadische Raumfahreranwärterin und Ingenieurin

### Sidg
- Sidgi, Raschid Daniel (* 1974), deutscher Schauspieler, Hörspielsprecher, Regisseur, Musiker und Musikproduzent
- Sidgwick, Alfred (1850–1943), englischer Logiker und Philosoph
- Sidgwick, Eleanor Mildred (1845–1936), britische Frauenrechtlerin
- Sidgwick, Henry (1838–1900), englischer Philosoph
- Sidgwick, Nevil (1873–1952), britischer Chemiker

### Sidh
- Sidhamed, Seidnaly (* 1957), nigrischer Modedesigner
- Sidhom, Sameh (* 1987), ägyptischer Karambolagespieler
- Sidhu, Balvinder (* 1967), indische Autorin und Ayurveda-Expertin
- Sidhu, Jagvir Singh (* 2001), dänischer Fußballspieler
- Sidhu, Navjot Singh (* 1963), indischer Cricketspieler, Fernsehmoderator und Politiker
- Sidhu, Nikesh Singh (* 1999), singapurischer Fußballspieler
- Sidhwa, Bapsi (1938–2024), pakistanische Schriftstellerin, Frauenrechtlerin und Hochschullehrerin

### Sidi
- Sidi Ali, Sofiane (* 1995), französisch-algerischer Fußballspieler
- Sidi Baba, Dey Ould (1921–1992), marokkanischer Diplomat
- Sidi Madane, Fadwa (* 1994), marokkanische Leichtathletin
- Sidi Muhammad IV. (1803–1873), Sultan der Alawiden
- Sidi, Tesh (* 1994), sahrauisch-spanische Computerspezialistin und Politikerin
- Sidibé, Amadou (* 1986), malischer Fußballspieler
- Sidibé, Bilal (* 1978), mauretanischer Fußballspieler
- Sidibé, Cissé Mariam Kaïdama (1948–2021), malische Politikerin
- Sidibé, Djibril (* 1992), französischer Fußballspieler
- Sidibé, Fadjimata (* 1955), nigrische Pädagogin, Diplomatin und Politikerin
- Sidibe, Gabourey (* 1983), US-amerikanische SchauspielerinGabourey Sidibe (* 1983)

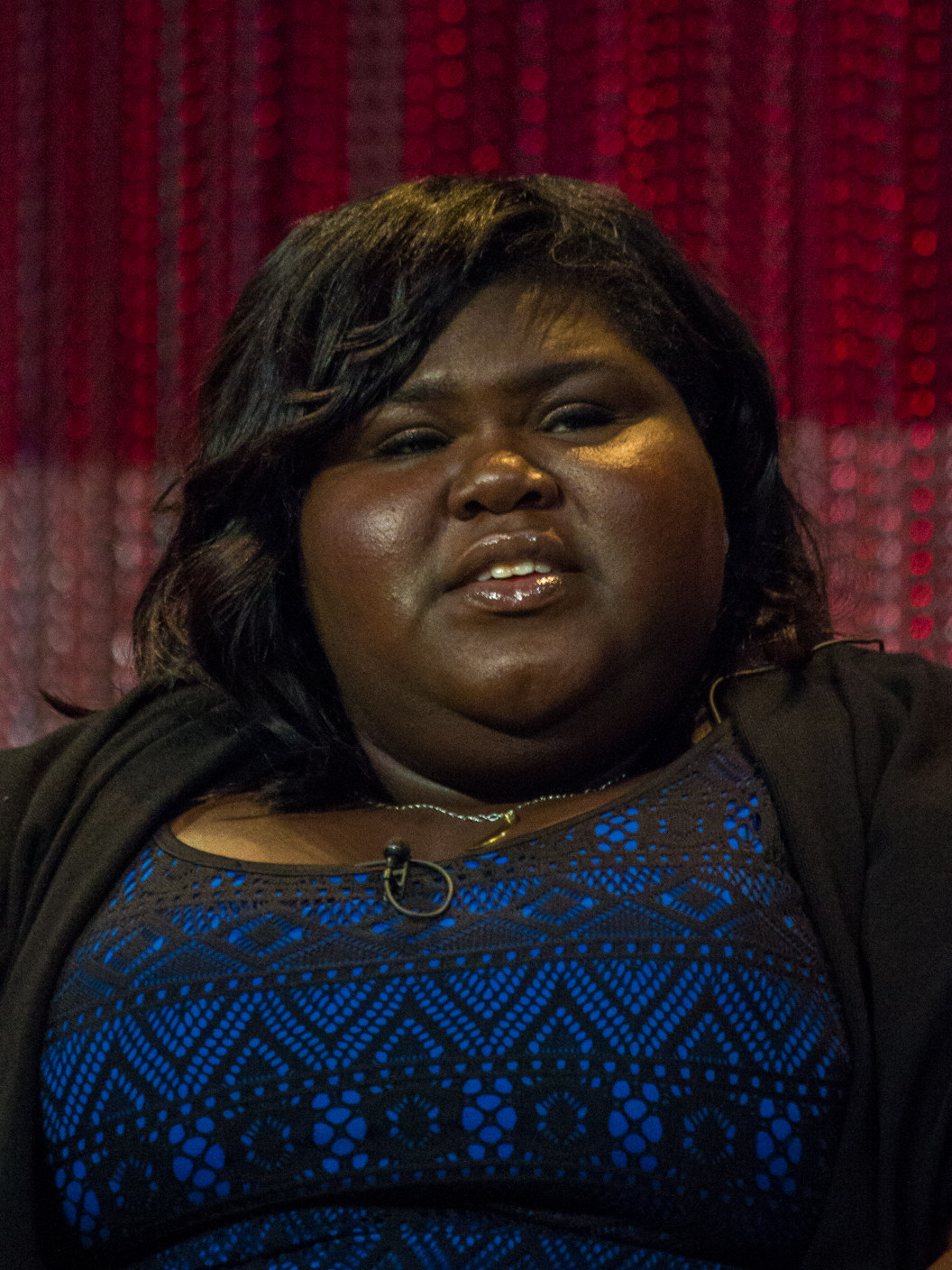
Gabourey Sidibe (* 1983)

- Sidibé, Kaliph (* 1968), französischer Fußballspieler
- Sidibé, Malick († 2016), malischer Fotografiekünstler
- Sidibe, Mamady (* 1979), malischer Fußballspieler
- Sidibé, Mandé (1940–2009), malischer Premierminister
- Sidibé, Marie-Françoise (* 1962), französische Fußballspielerin
- Sidibé, Modibo (* 1952), malischer Politiker, Ministerpräsident von Mali
- Sidibe, Mohamed (* 2001), malischer Fußballspieler
- Sidibé, Mori Julien-Marie (1927–2003), malischer Geistlicher, Bischof von Ségou
- Sidibé, Moussa (* 1994), malisch-spanischer Fußballspieler
- Sidibé, Odiah (* 1970), französische Leichtathletin
- Sidibé, Ousmane (* 1990), senegalesischer Hürdenläufer
- Sidibé, Rafan (* 1984), malischer Fußballspieler
- Sidibé, Saïdou (1952–2018), nigrischer Politiker
- Sidibe, Sidiki (* 1982), guineischer Fußballschiedsrichterassistent
- Sidibeh Jambo, Hadja Fanta, gambische Leichtathletin
- Sidibeh, Hadrammeh (* 1957), gambischer Politiker
- Sidichin, Jewgeni Wladimirowitsch (* 1964), russischer Schauspieler
- Sidikou, Abdou (1927–1973), nigrischer Politiker und Diplomat
- Sidikou, Fatima Djibo, nigrische Diplomatin
- Sidikou, Garba (1932–2013), nigrischer Politiker
- Sidikou, Maman Sambo (* 1949), nigrischer Politiker und Diplomat
- Sidikou, Oumarou (1938–2005), nigrischer Politiker und Bankmanager
- Sidikowa, Evelina, deutsche Schauspielerin
- Sidimé, Lamine (* 1944), guineischer Politiker, Premierminister von Guinea
- Sidin, Samuel Oton (* 1954), indonesischer Ordensgeistlicher, römisch-katholischer Bischof von Sintang
- Sidiq Qahiri, Mutällip (* 1950), uigurischer Sprach- und Namensforscher
- Sidiropoulos, Anastasios (* 1979), griechischer Fußballschiedsrichter
- Sidiropoulos, Sokratis (* 1947), griechischer Kunstmaler und Bildhauer
- Sidiropoulos, Sotiris René (* 1977), französischer Maler und Bildhauer
- Sidis, Boris (1867–1923), US-amerikanischer Psychologe, Psychiater und Psychopathologe
- Sidis, William James (1898–1944), US-amerikanisches GenieWilliam James Sidis (1898–1944)

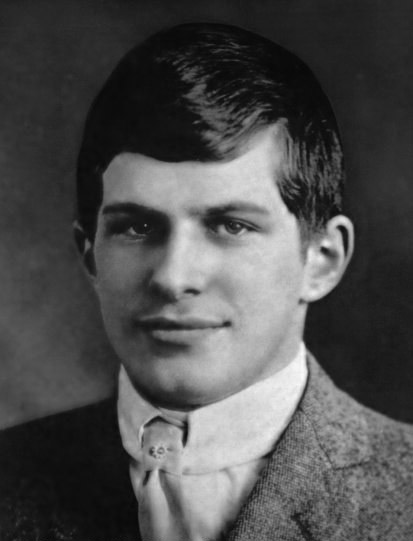
William James Sidis (1898–1944)

### Sidj
- Sidjak, Wiktor Alexandrowitsch (* 1943), sowjetischer Säbelfechter und Olympiasieger
- Sidjakin, Andrei Anatoljewitsch (* 1979), russischer Eishockeyspieler
- Sidjanski, Davy (1955–2004), US-amerikanischer Verleger

### Sidk
- Sidka, Wolfgang (* 1954), deutscher Fußballspieler und -trainer
- Sidko, Aljona Wiktorowna (* 1979), russische Skilangläuferin

### Sidl
- Sidl, Günther (* 1975), österreichischer Politiker (SPÖ), LandtagsabgeordneterGünther Sidl (* 1975)

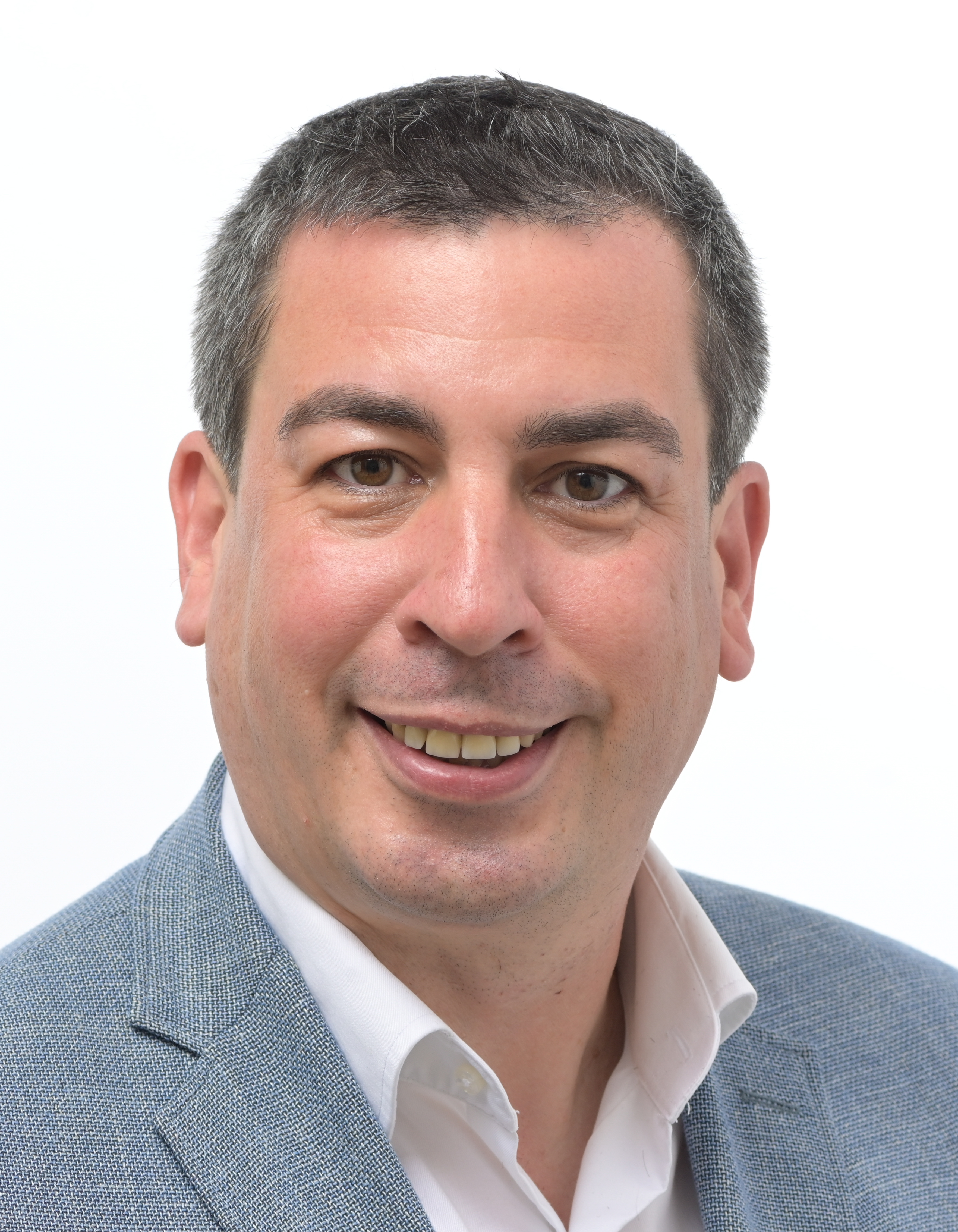
Günther Sidl (* 1975)

- Šidlauskas, Rimantas (1962–2022), litauischer Diplomat und Politiker
- Sidle, Don (1946–1987), US-amerikanischer Basketballspieler
- Sidler, Alfred (1905–1993), Schweizer Maler und Kunstpädagoge
- Sidler, Erich (* 1965), Schweizer Theaterregisseur und Intendant
- Sidler, Fritz (1931–2006), Schweizer Fussballspieler
- Sidler, Georg Joseph (1782–1861), Schweizer Politiker
- Sidler, Georg Joseph (1831–1907), Schweizer Astronom und Mathematiker
- Sidler, Karl (1875–1930), deutscher Jurist und Politiker
- Sidler, Silvan (* 1998), Schweizer Fussballspieler
- Sidler, Viktor (1934–2013), Schweizer Filmwissenschaftler
- Sidler-Huguenin, Ernst (1869–1922), Schweizer Mediziner, Augenarzt und Hochschullehrer
- Sidło, Janusz (1933–1993), polnischer Speerwerfer
- Šídlo, Josef, tschechoslowakischer Radrennfahrer
- Sidlo, Peter (* 1974), österreichischer Manager und Bezirksrat der FPÖ in Wien-Alsergrund
- Sidlow, Cyril (1915–2005), walisischer Fußballtorwart

### Sidn
- Sidnei (* 1989), brasilianischer Fußballspieler
- Sidney (1932–2023), belgischer Comiczeichner
- Sidney, Algernon (1623–1683), englischer Politiker und Revolutionär
- Sidney, George (1916–2002), amerikanischer Regisseur und Filmproduzent
- Sidney, Henry (1529–1586), englischer Politiker und Lord Deputy of Ireland
- Sidney, Mary (1561–1621), englische Schriftstellerin und Mittelpunkt eines literarischen Zirkels
- Sidney, Philip (1554–1586), englischer Staatsmann, Soldat und SchriftstellerPhilip Sidney (1554–1586)

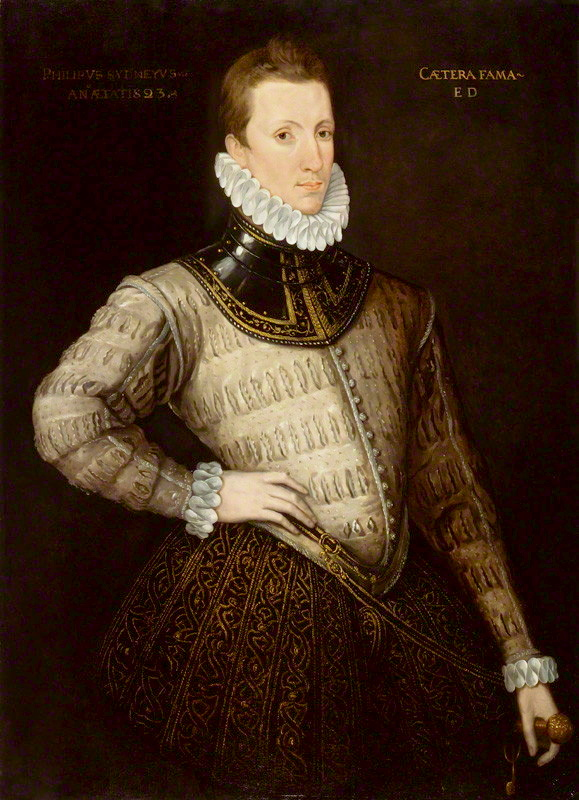
Philip Sidney (1554–1586)

- Sidney, Robert, 1. Earl of Leicester (1563–1626), adeliger Staatsmann des Elisabethanischen und Jakobinischen Zeitalters in England
- Sidney, Robert, 2. Earl of Leicester (1595–1677), englischer Politiker und Diplomat
- Sidney, Rockin’ (1938–1998), US-amerikanischer R&B-, Zydeco- und Soul-Musiker
- Sidney, Sophia, Baroness De L’Isle and Dudley (1796–1837), britische Adelige und älteste illegitime Tochter von König William IV. von Großbritannien und seiner langjährigen Mätresse Dorothea Jordan
- Sidney, Steffi (1935–2010), US-amerikanische Schauspielerin und Fernsehproduzentin
- Sidney, Sylvia (1910–1999), US-amerikanische Schauspielerin
- Sidney, William, 1. Viscount De L’Isle (1909–1991), britischer Offizier, Politiker, Mitglied des House of Commons und Generalgouverneur Australiens

### Sido
- Sido (* 1980), deutscher Rapper, Musikproduzent und SchauspielerSido (* 1980)

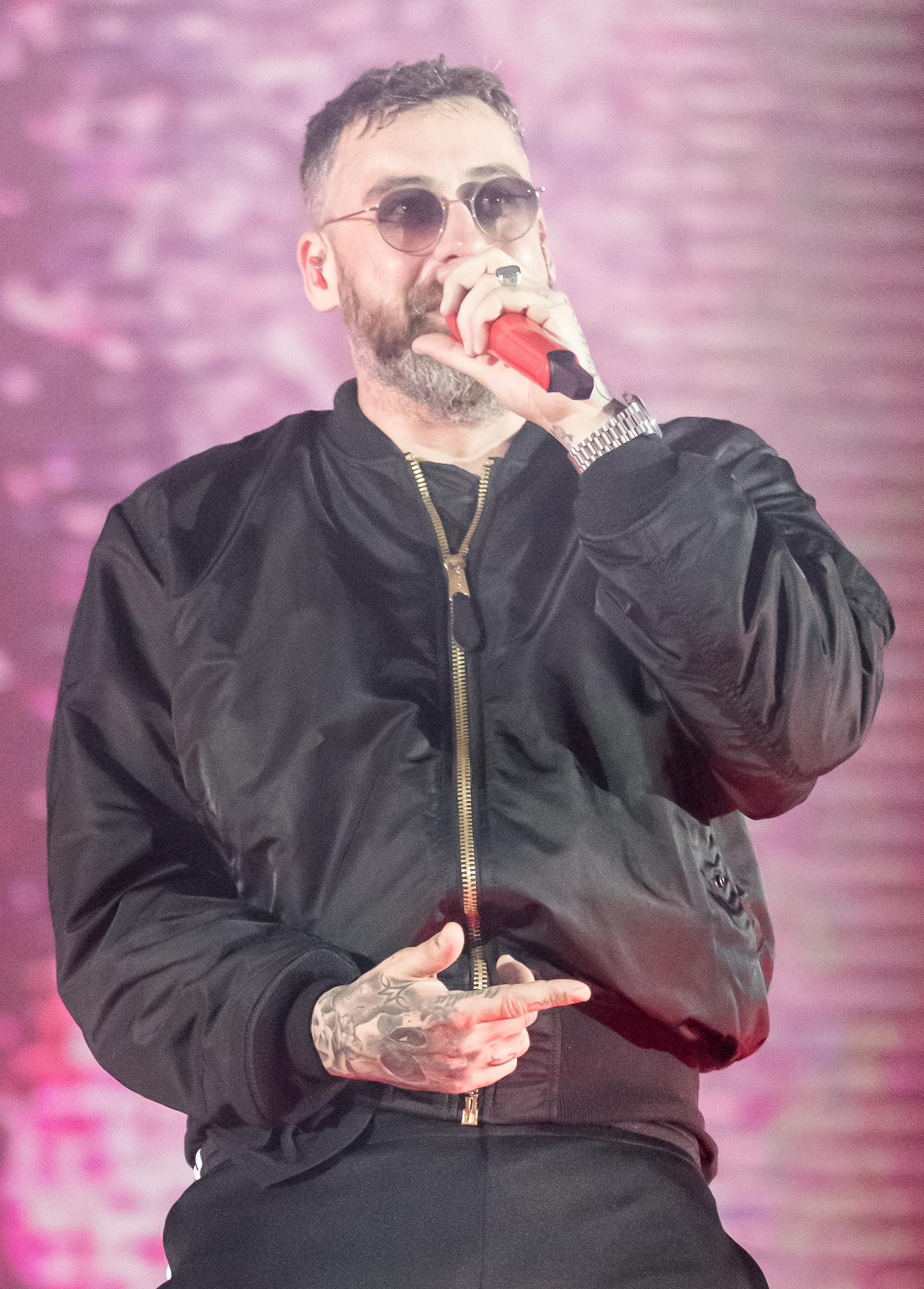
Sido (* 1980)

- Sido von Neumünster, Augustiner-Chorherr und Propst des Chorherrenstifts Neumünster
- Sidó, Ferenc (1923–1998), ungarischer Tischtennisspieler
- Sido, Kamal (* 1961), syrisch-kurdischer Historiker
- Sido, Sani Souna (1931–1977), nigrischer Offizier und Politiker
- Sido, Yacouba (1910–1988), nigrischer Politiker
- Sidoli, Francesco (1874–1924), italienischer Geistlicher, römisch-katholischer Erzbischof von Genua
- Sidon, Andreas (* 1963), deutscher Boxer
- Sidon, Karol (* 1942), tschechischer Rabbiner und Schriftsteller
- Sidonie von Bayern (1488–1505), älteste Tochter Herzog Albrechts IV. von Bayern-München
- Sidonie von Böhmen (1449–1510), sächsische Herzogin
- Sidonie von Sachsen (1518–1575), Herzogin von Braunschweig-Calenberg
- Sidonie von Sachsen (1834–1862), Prinzessin von Sachsen, Herzogin zu Sachsen, Tochter des Königs Johann
- Sidonius, Bischof von Mainz
- Sidonius Apollinaris, gallischer Autor, Bischof, Heiliger
- Sidonius von Konstanz († 760), Bischof von Konstanz
- Sidonius von Passau, Bischof von Passau
- Sidor, David Albin Zywiec (1947–2020), US-amerikanischer Ordensgeistlicher, römisch-katholischer Bischof von Siuna
- Sidor, Karol (1901–1953), tschechoslowakisch-slowakischer Publizist, Autor und Politiker
- Sidora, Drew (* 1985), US-amerikanische Schauspielerin und Sängerin
- Sidorczuk, Kazimierz (* 1967), österreichisch-polnischer Fußballspieler und -trainer
- Sidorenko, Alexandre (* 1988), französischer Tennisspieler
- Sidorenko, Alexei (* 1983), kasachischer Beachvolleyballspieler
- Sidorenko, Iwan Michailowitsch (1919–1994), russischer Scharfschütze und Held der Sowjetunion
- Sidorenko, Jekaterina Walerjewna (* 1982), russische Biathletin
- Sidorenko, Nikolay (* 1992), russischer Theater- und Filmschauspieler
- Sidorenko, Wassili Wiktorowitsch (* 1961), russischer Hammerwerfer
- Sidorenko, Wladimirowitsch Wladimir (* 2002), russischer Tischtennisspieler
- Sidorenkov, Andrei (* 1984), estnischer Fußballspieler
- Sidorenkow, Genrich Iwanowitsch (1931–1990), sowjetischer Eishockeyspieler
- Sidorin, Iwan Iwanowitsch (1888–1982), russisch-sowjetischer Werkstoffwissenschaftler und Hochschullehrer
- Sidoris, Frank (* 1988), US-amerikanischer Gitarrist
- Sidorkiewicz, Peter (* 1963), kanadisch-polnischer Eishockeytorwart und -trainer
- Sidorkin, Michail Nikolajewitsch (1910–1980), sowjetischer Schauspieler und Theaterregisseur
- Sidorov, Aleksandr (* 1990), usbekischer Billardspieler
- Sidorova, Anna (* 1984), usbekische Mittelstreckenläuferin
- Sidorova, Ksenija (* 1988), lettische klassische Akkordeonistin
- Sidorow, Alexei Alexejewitsch (1891–1978), sowjetischer Kunsthistoriker
- Sidorow, Alexei Wassiljewitsch (* 1969), russischer Biathlet
- Sidorow, Boris Nikolajewitsch (1937–2008), russischer Schachkomponist
- Sidorow, Dmitri Iwanowitsch (1962–2016), russischer Dokumentarfilmregisseur und Professor an der Staatlichen Universität für Film und Fernsehen Sankt Petersburg
- Sidorow, Maxim Wiktorowitsch (* 1986), russischer Kugelstoßer
- Sidorow, Nikolai Alexandrowitsch (* 1956), sowjetischer Sprinter und Olympiasieger
- Sidorow, Wadim (* 1959), russisch-sowjetischer Marathonläufer
- Sidorow, Walentin Mitrofanowitsch (1932–1999), russischer Dichter, Schriftsteller, Wissenschaftler und eine öffentliche Persönlichkeit
- Sidorow, Witali (* 1970), russischer Diskuswerfer ukrainischer Herkunft
- Sidorowa, Anna Wladimirowna (* 1991), russische Curlerin
- Sidorowa, Anschelika Alexandrowna (* 1991), russische Stabhochspringerin
- Sidorowa, Jewgenija Nikolajewna (1930–2005), russische Skirennläuferin
- Sidorowa, Kristiana Michailowna (* 2006), russische Tennisspielerin
- Sidorowa, Marija Igorewna (* 1979), russische Handballspielerin
- Sidorowa, Marina Grigorjewna (* 1950), sowjetische Sprinterin
- Sidorowa, Nina Alexandrowna (1910–1961), sowjetische Mediävistin und Hochschullehrerin
- Sidorowa, Olga Wiktorowna (* 1988), russische Naturbahnrodlerin
- Sidorowa, Tatjana Alexandrowna (* 1936), sowjetische Eisschnellläuferin
- Sidorowa, Walentina Wassiljewna (1954–2021), sowjetische Florettfechterin
- Sidorowicz, Natalia (* 1998), polnische Biathletin
- Sidorowicz, Roman (* 1991), Schweizer Handballspieler
- Sidorowicz, Zygmunt (1846–1881), österreichischer Landschafts- und Porträtmaler
- Sidorska, Aniela, polnische Spezialeffektkünstlerin und Filmproduzentin
- Sidorski, Sjarhej (* 1954), belarussischer Politiker, Regierungschef in Belarus
- Sidortschuk, Klaus (* 1963), deutscher Politiker (SPD)
- Sidot, Anne-Gaëlle (* 1979), französische Tennisspielerin
- Sidot, Théodore, französischer Chemiker
- Sidoti, Annarita (1969–2015), italienische Geherin, Weltmeisterin 1997
- Sidoti, Breno (* 1983), brasilianischer Radrennfahrer
- Sidotti, Giovanni Battista (1668–1714), italienischer Jesuitenpriester und Missionar
- Sidow, Hans (1896–1945), deutscher Landwirt, SS-Offizier
- Sidow, Helge (* 1976), deutscher Sprecher, Schauspieler und Journalist
- Sidow, Jürgen (* 1927), deutscher Schauspieler und Hörspielsprecher
- Sidow, Max (1897–1965), deutscher Schriftsteller
- Sidow, Otto (1857–1927), deutscher Politiker (SPD), MdR

### Sidq
- Sidqi Pascha, Ismail (1875–1950), ägyptischer Premierminister
- Sidqi Sulayman, Muhammad (1919–1996), ägyptischer Politiker, Premierminister der ägyptischen Regierung (1966–1967)
- Sidqi, Atif (1930–2005), ägyptischer Politiker und Ministerpräsident (1986–1996)
- Sidqi, Aziz (1920–2008), ägyptischer Politiker
- Sidqī, Bakr (1890–1937), irakischer General
- Sidqi, Muhammad Tawfiq (1881–1920), ägyptischer Intellektueller und Arzt

### Sidr
- Sidra, Eddy (* 1989), sudanesisch-kanadischer Fußballspieler
- Sidrak, Ibrahim Isaac (* 1955), ägyptischer Geistlicher und Patriarch von Alexandrien der mit Rom unierten koptisch-katholischen Kirche
- Sidran, Abdulah (1944–2024), jugoslawischer bzw. bosnischer Dichter, Schriftsteller und DrehbuchautorAbdulah Sidran (1944–2024)

Abdulah Sidran (1944–2024)

- Sidran, Ben (* 1943), US-amerikanischer Jazzmusiker und Journalist
- Sidransky, Ellen, US-amerikanische Kinderärztin und klinische Genetikerin
- Sidro, Sabina (* 1977), deutsche Moderatorin und Schauspielerin

### Sids
- Sidschistānī, Abū Dāwūd as- (817–888), islamischer Traditionarier und Hadith-Kritiker
- Sidschzī, as-, persischer Astronom, Mathematiker und Astrologe
- Sidsena, Phomma, laotischer Botschafter

### Sidu
- Sidur, Wadim Abramowitsch (1924–1986), sowjetischer Bildhauer

### Sidw
- Sidwall, Amanda (1844–1892), schwedische Malerin
- Sidwell, Jungfrau
- Sidwell, Bill (1920–2021), australischer Tennisspieler
- Sidwell, Steve (* 1982), englischer Fußballspieler

### Sidz
- Sidzikauskas, Vaclovas (1893–1973), litauischer Jurist und Diplomat